# 圣洛朗德泰尔加特
圣洛朗德泰尔加特（法語：Saint-Laurent-de-Terregatte，法語發音：[sɛ̃ loʁɑ̃ də tɛʁɡat]）是法国芒什省的一个市镇，属于阿夫朗什区。

## 地理
圣洛朗德泰尔加特（48°34'20"N, 1°15'33"W）面积16.35 平方千米，位于法国诺曼底大区芒什省，该省份为法国西北部沿海省份，西、北、东北三面环大西洋，东起顺时针与卡爾瓦多斯省、奧恩省、马耶讷省和伊勒-维莱讷省接壤。
与圣洛朗德泰尔加特接壤的市镇（或旧市镇、城区）包括：圣乔治德兰唐博、迪塞-莱谢里、阿姆兰、伊西尼-勒比阿、圣欧班德泰尔加特、圣伊莱尔迪阿库埃。

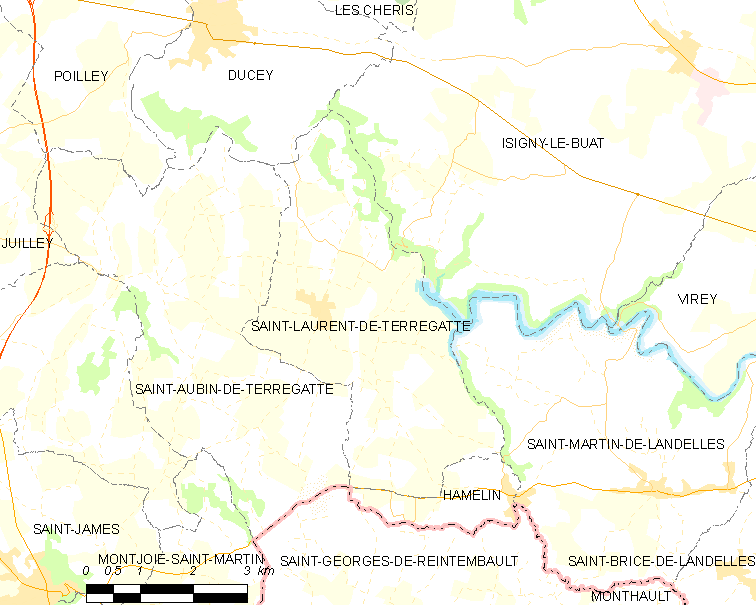
圣洛朗德泰尔加特的OSM定位图

圣洛朗德泰尔加特的时区为UTC+01:00、UTC+02:00（夏令时）。

## 行政
圣洛朗德泰尔加特的邮政编码为50240，INSEE市镇编码为50500。

## 政治
圣洛朗德泰尔加特所属的省级选区为圣伊莱尔迪阿库埃县。

## 人口

1962-2008年间圣洛朗德泰尔加特人口变化图示

圣洛朗德泰尔加特于2022年1月1日时的人口数量为645人。